# Fima Sporting
Maillots
Dernière mise à jour : 12 novembre 2011.

Fima Sporting ou Clubes de Fitun Matebian Sporting Baucau est une équipe est-timoraise de football basé à Baucau, évoluant dans le Championnat du Timor oriental de football. Il en est le champion de l'édition 2005-2006.